# Paul Palmer
Paul Palmer, född 18 oktober 1974 i Lincoln i Lincolnshire, är en brittisk före detta simmare.
Palmer blev olympisk silvermedaljör på 400 meter frisim vid sommarspelen 1996 i Atlanta.